# TT388
La tombe thébaine TT388 est située à El-Assasif, dans la vallée des Nobles, sur la rive ouest du Nil, en face de Louxor. 
C'est le lieu d'un inconnu de la période saïte (XXVIe dynastie).

## Description
Cette tombe est située sur la droite de l'accès à la tombe TT33.